# Руттман, Вальтер
Вальтер Руттман (нем. Walter Ruttmann; 28 декабря 1887, Франкфурт-на-Майне — 15 июля 1941, Берлин) — немецкий художник и режиссёр, яркий представитель киноавангарда.

## Биография
Родился 28 декабря 1887 года во Франкфурте-на-Майне. Вскоре после этого умер его отец, зажиточный купец, который долгое время прожил в Китае и привез домой большое количество предметов азиатского искусства.
В 1905 году получил аттестат зрелости. С 1906 года изучал архитектуру в Цюрихе. С 1909 года учился в Академии художеств в Мюнхене. До 1914 года жил в достатке за счёт продажи своих работ. Его живопись и графика этого периода сохранились фрагментарно.
С началом Первой мировой войны в августе 1914 года Руттман был призван на службу в армии. В звании лейтенанта артиллерии он служил на восточном фронте. В 1917 году вернулся с войны пацифистом.
16 марта 1918 года в Берлине женился на Марии Зоммер. Молодожены поселились в Вассербурге-ам-Инн, где Руттман снова занялся живописью, отмеченной влиянием кубистов, Пикассо и Кандинского. Его первые кинематографические опыты возникли в сарае в Берге (Штарнбергер-Зе). Как правило, он работал ночью, так как днем случались большие перепады электрического напряжения.
27 июня 1920 года запатентовал «Метод и устройство для производства кинематографических картин». После нескольких частных просмотров 27 апреля 1921 года в Берлине состоялась публичная премьера его абстрактного кинематографического «Опуса 1».
5 ноября 1921 года в Берлине Руттман женился на Эрне Тридель. 
15 февраля 1922 года его второй абстрактный фильм «Опус 2» прошёл в Мюнхене цензуру.
В 1923 году Фриц Ланг предложил Руттману снять эпизод «Сон Кримгильды» для фильма «Нибелунги». В том же году Руттман снял эпизод «Игры форм» для фильма «Живые Будды» Пауля Вегенера. В 1924 году во время работы на фильмом «Приключения принца Ахмеда» Лотты Райнигер познакомился со студенткой Баухауза Лоттой Лейдесдорф, которая стала его сотрудницей.
В 1924—1925 годах снял фильмы «Опус 3» и «Опус 4».
23 сентября 1927 года состоялась премьера документального фильма «Берлин — симфония большого города», идею которого Руттману предложил Карл Майер. Это было его первое обращение к «живому материалу». Фильм о Берлине был снят без четкого сценария при тесном сотрудничестве с Эдмундом Майзелем, композитором сопроводительной симфонической музыки.
В 1928 году Руттман обратился к звуковому кино, сняв ряд экспериментальных фильмов, в том числе «Немецкое радио — звучащая волна».
После прихода к власти национал-социалистов в 1933 году он остался в Германии. В 1934 году был привлечен к работе над фильмом «Триумф воли» Лени Рифеншталь в качестве автора пролога, в котором предполагалось показать историю национал-социалистического движения. Долгое время оставался загадкой вопрос, почему отснятый Руттманом материал, на который было потрачено 100 000 рейхсмарок, то есть треть всего бюджета, не нашёл своего применения. После 1945 года Рифеншталь отвечала на него довольно кратко: материал никак не вязался с фильмом и не имел ничего общего со съездом. По мнению историков, пролог Руттмана исчез из фильма, потому что Гитлер как центральная фигура фильма не хотел акцентировать внимание на «периоде борьбы».
С 1935 года Руттман был штатным сотрудником рекламной студии УФА и снял ряд учебных, научно-популярных, производственных и пропагандистских фильмов.
Умер 15 июля 1941 года в Берлине от последствий эмболии после продолжительной болезни и тяжелой операции.